# Konstanty Józef Mojzych
Konstanty Józef Mojzych (ur. 11 marca 1903 w Radzyniu Podlaskim, zm. 9 czerwca 1984 w Warszawie) – generał brygady Wojska Polskiego.

## Życiorys
W 1925 ukończył Szkołę Podchorążych Rezerwy Saperów w Modlinie oraz odbył praktykę w 2 pułku saperów w Puławach. Na stopień podporucznika został mianowany ze starszeństwem z 1 stycznia 1932 i 78. lokatą w korpusie oficerów rezerwy inżynierii i saperów. Posiadał przydział w rezerwie do 6 batalionu saperów w Brześciu nad Bugiem. Pozostawał wówczas w ewidencji Powiatowej Komendy Uzupełnień Warszawa Miasto III. Uczestnik kampanii wrześniowej 1939.
Od 1944 pełnił służbę w służbach kwatermistrzowskich Ludowego Wojska Polskiego. Z dniem 19 kwietnia 1951, w stopniu podpułkownika, został szefem Departamentu Finansów MON i pełnił tę funkcję do 1961. Z dniem 22 lipca 1955 mianowany na stopień generała brygady. W 1961 został przeniesiony do rezerwy. Zmarł w 1984. Pochowany na cmentarzu Wawrzyszewskim w Warszawie.

## Ordery i odznaczenia
- Krzyż Oficerski Orderu Odrodzenia Polski (1954)
- Złoty Krzyż Zasługi (1949)
- Srebrny Krzyż Zasługi (1946)
- Medal „Za zwycięstwo nad Niemcami w Wielkiej Wojnie Ojczyźnianej 1941–1945” (ZSRR) (1946)
- Medal za Odrę, Nysę, Bałtyk (1946)
- Medal 10-lecia Polski Ludowej
- Srebrny Medal „Siły Zbrojne w Służbie Ojczyzny” (1959)
- Medal za odwagę (Czechosłowacja) (1948)